# Valvignères
Valvignères est une commune française, située dans le département de l'Ardèche en région Auvergne-Rhône-Alpes. Elle est située dans le sud de l'Ardèche, dans l'ancienne région du Bas Vivarais.
Les habitants sont appelés les Valvignérois et les Valvignéroises.

## Géographie

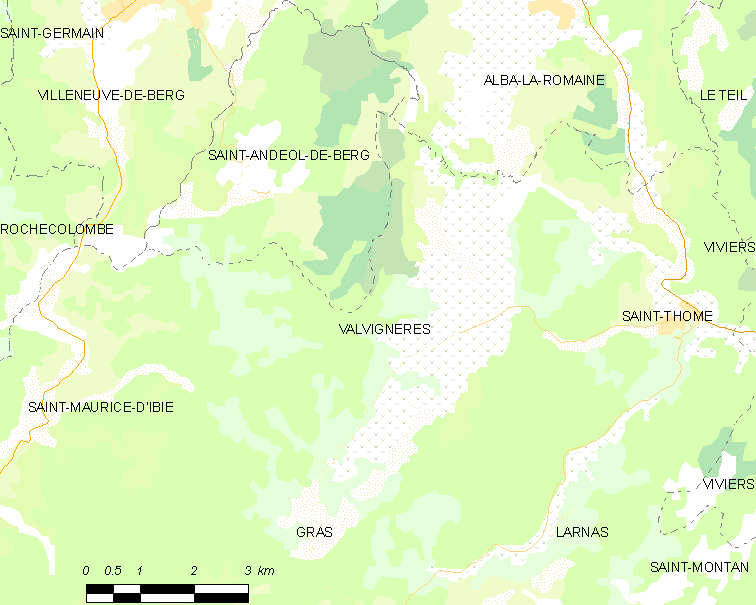
Communes limitrophes

### Situation et description
Valvignères est une petite commune l'aspect fortement rural et située dans la partie méridionale du département de l'Ardèche.

### Communes limitrophes
Valvignères est limitrophe de six communes, toutes situées dans le département de l'Ardèche et réparties géographiquement de la manière suivante :

### Géologie et relief
La commune se trouve dans une remarquable vallée orientée nord-sud sur des terrains argilo-calcaires.

### Climat
Pour des articles plus généraux, voir Climat d'Auvergne-Rhône-Alpes et Climat de l'Ardèche.
En 2010, le climat de la commune est de type climat méditerranéen franc, selon une étude du CNRS s'appuyant sur une série de données couvrant la période 1971-2000. En 2020, Météo-France publie une typologie des climats de la France métropolitaine dans laquelle la commune est dans une zone de transition entre le climat de montagne et le climat méditerranéen et est dans la région climatique  Provence, Languedoc-Roussillon, caractérisée par une pluviométrie faible en été, un très bon ensoleillement (2 600 h/an), un été chaud (21,5 °C), un air très sec en été, sec en toutes saisons, des vents forts (fréquence de 40 à 50 % de vents > 5 m/s) et peu de brouillards. 
Pour la période 1971-2000, la température annuelle moyenne est de 13 °C, avec une amplitude thermique annuelle de 17,7 °C. Le cumul annuel moyen de précipitations est de 959 mm, avec 6,5 jours de précipitations en janvier et 4,1 jours en juillet. Pour la période 1991-2020, la température moyenne annuelle observée sur la station météorologique de Météo-France la plus proche, « Alba la Romaine », sur la commune d'Alba-la-Romaine à 6 km à vol d'oiseau, est de 13,6 °C et le cumul annuel moyen de précipitations est de 1 043,8 mm,. Pour l'avenir, les paramètres climatiques de la commune estimés pour 2050 selon différents scénarios d'émission de gaz à effet de serre sont consultables sur un site dédié publié par Météo-France en novembre 2022.

### Hydrographie
Le territoire communal est traversé par le Dardaillon, un affluent de la Nègue.

### Voies de communication
La commune est traversée par les routes départementales 210 (RD210) et 263 (RD263).

## Urbanisme

### Typologie
Au 1er janvier 2024, Valvignères est catégorisée commune rurale à habitat dispersé, selon la nouvelle grille communale de densité à 7 niveaux définie par l'Insee en 2022.
Elle est située hors unité urbaine. Par ailleurs la commune fait partie de l'aire d'attraction de Montélimar, dont elle est une commune de la couronne,. Cette aire, qui regroupe 45 communes, est catégorisée dans les aires de 50 000 à moins de 200 000 habitants,.

### Occupation des sols
L'occupation des sols de la commune, telle qu'elle ressort de la base de données européenne d’occupation biophysique des sols Corine Land Cover (CLC), est marquée par l'importance des forêts et milieux semi-naturels (69,2 % en 2018), en diminution par rapport à 1990 (70,5 %). La répartition détaillée en 2018 est la suivante : 
forêts (45,7 %), cultures permanentes (24,6 %), milieux à végétation arbustive et/ou herbacée (23,4 %), zones agricoles hétérogènes (6,2 %).
L'évolution de l’occupation des sols de la commune et de ses infrastructures peut être observée sur les différentes représentations cartographiques du territoire : la carte de Cassini (XVIIIe siècle), la carte d'état-major (1820-1866) et les cartes ou photos aériennes de l'IGN pour la période actuelle (1950 à aujourd'hui).

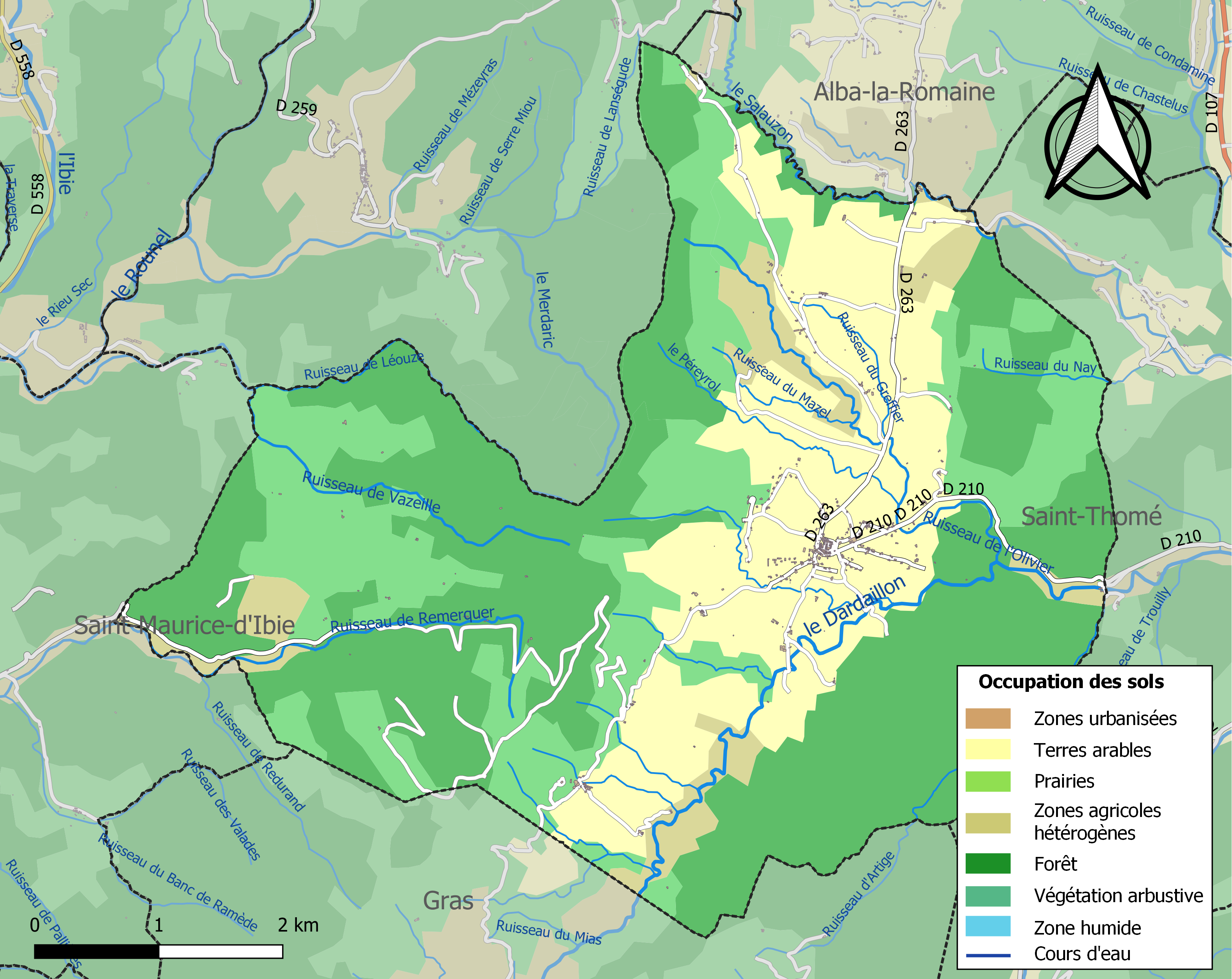
Carte des infrastructures et de l'occupation des sols de la commune en 2018 (CLC).

## Histoire

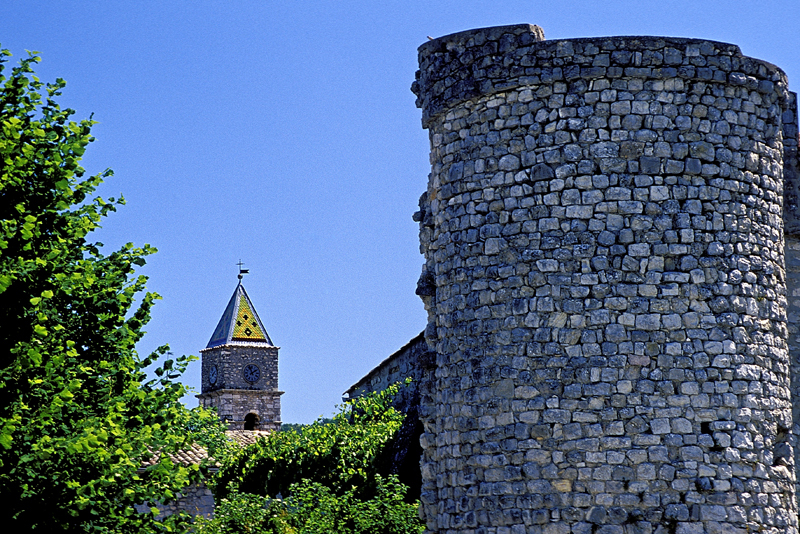
Tour médiévale encore présente.

### Antiquité
Au Ier siècle av. J.-C., lorsque Alba devient capitale de l’Helvie, la petite Vallée, qui d’Alba se prolonge vers le sud, va rentrer dans l’Histoire.
Ce village n'est autre que l'antique Vallis Vinaria dont les vins étaient déjà fort appréciés par les Gallo-Romains. A l'époque d'Auguste (62 avant J.-C. -14 après J.-C.), Pline décrit les vertus du vignoble de "Vallis Vinaria" dans son "Histoire Naturelle". Le vin helvien est acheminé vers Lyon et Rome et même vers les Pays-Bas. Au Moyen Age, ce sont les évêques de Viviers qui vantent le vin de Valvignères. Malheureusement, comme tout le vignoble français, il subit les dégâts du phylloxera en 1868. Les vignes sont replantées à partir de 1880 grâce à l'importation de plants américains et à l'hybridation des plants français.
Sarcophages, colonnes et tuiles antiques ont été découverts sur le sol de la commune.

### Moyen Âge
Fortifié au Moyen Âge, le village a conservé deux tours, deux portes et des tronçons de rempart. Un traité de paix entre catholiques et protestants fut signé en 1589 en présence d'Olivier de Serres dans la plus belle demeure de la cité, la maison de Bonas. Au XVIe siècle la communauté de Valvignères avait accordé le privilège de l’exemption de la taille à noble Louis de Bonas en reconnaissance des services rendus à ses compatriotes pendant les guerres de Religion. Le village conserve encore son église romane du XIIe siècle, remaniée depuis.

### Autres périodes
Les Surville s'installent à Valvignères au XVIIe siècle. Joseph-Etienne de Surville, officier et contre-révolutionnaire jouera un rôle important dans le Bas Vivarais, notamment en devenant Premier consul de la ville de Viviers en 1787.

## Politique et administration

### Liste des maires
| Période                                  | Période                        | Identité          | Étiquette | Qualité                                                                |
| ---------------------------------------- | ------------------------------ | ----------------- | --------- | ---------------------------------------------------------------------- |
| Les données manquantes sont à compléter. |                                |                   |           |                                                                        |
| 24 août 1944                             | 10 mai 1953                    | Marcel Gillard    | PCF       | Agriculteur Président du comité de Libération Élu maire le 17 mai 1945 |
| 10 mai 1953                              | 24 septembre 1960              | Eugène Allignol   | SE        | Retraité                                                               |
| 24 septembre 1960                        | mars 1971                      | Joseph Comte      | SE        |                                                                        |
| mars 1971                                | juin 1995                      | Georges Lebrat    |           | Agriculteur                                                            |
| juin 1995                                | mars 2001                      | François Lebrat   |           |                                                                        |
| mars 2001                                | 27 mai 2020                    | Jacques Lebrat    | DVG       | Agent EDF                                                              |
| 27 mai 2020                              | En cours (au 1er juillet 2020) | Jean-Luc Flaugère | DVD       | Agriculteur Président de la Chambre d'Agriculture de l'Ardèche         |

## Population et société

### Démographie
Fidèle à sa tradition viticole, Valvignères se développe au cours des siècles. La population atteint un seuil maximum en 1856 avec 1120 habitants. Dans les années qui suivent, beaucoup de Valvignérois quittent le pays, ruiné par la crise du phylloxéra qui détruit le vignoble. La population amorce une courbe descendante dès cette deuxième moitié du XIXe siècle.
L'évolution du nombre d'habitants est connue à travers les recensements de la population effectués dans la commune depuis 1793. Pour les communes de moins de 10 000 habitants, une enquête de recensement portant sur toute la population est réalisée tous les cinq ans, les populations de référence des années intermédiaires étant quant à elles estimées par interpolation ou extrapolation. Pour la commune, le premier recensement exhaustif entrant dans le cadre du nouveau dispositif a été réalisé en 2008.

En 2022, la commune comptait 438 habitants, en évolution de −9,69 % par rapport à 2016 (Ardèche : +2,48 %, France hors Mayotte : +2,11 %).
| 1793 | 1800 | 1806 | 1821 | 1831 | 1836 | 1841  | 1846  | 1851  |
| ---- | ---- | ---- | ---- | ---- | ---- | ----- | ----- | ----- |
| 524  | 522  | 534  | 627  | 887  | 951  | 1 000 | 1 040 | 1 028 |

| 1856  | 1861  | 1866 | 1872 | 1876 | 1881 | 1886 | 1891 | 1896 |
| ----- | ----- | ---- | ---- | ---- | ---- | ---- | ---- | ---- |
| 1 120 | 1 012 | 978  | 907  | 880  | 825  | 790  | 772  | 768  |

| 1901 | 1906 | 1911 | 1921 | 1926 | 1931 | 1936 | 1946 | 1954 |
| ---- | ---- | ---- | ---- | ---- | ---- | ---- | ---- | ---- |
| 693  | 649  | 607  | 482  | 468  | 440  | 423  | 390  | 349  |

| 1962 | 1968 | 1975 | 1982 | 1990 | 1999 | 2006 | 2008 | 2013 |
| ---- | ---- | ---- | ---- | ---- | ---- | ---- | ---- | ---- |
| 329  | 341  | 311  | 318  | 336  | 377  | 411  | 421  | 493  |

| 2018 | 2022 | - | - | - | - | - | - | - |
| ---- | ---- | - | - | - | - | - | - | - |
| 447  | 438  | - | - | - | - | - | - | - |

### Enseignement
La commune est rattachée à l'académie de Grenoble.

### Médias
La commune est située dans la zone de distribution de deux organes de la presse écrite :
- L'Hebdo de l'Ardèche

Il s'agit d'un journal hebdomadaire français basé à Valence et couvrant l'actualité de tout le département de l'Ardèche.
- Le Dauphiné libéré

Il s'agit d'un journal quotidien de la presse écrite française régionale distribué dans la plupart des départements de l'ancienne région Rhône-Alpes, notamment l'Ardèche.
- Ici Drôme Ardèche est une radio publique diffusée sur son territoire et sur la totalité du département.

### Cultes
L'église de Valvignières et la communauté catholique dépendent de la paroisse Charles-de-Foucauld - Viviers / Le Teil dont le siège diocésain et la maison paroissiale sont situés à Viviers.

## Culture locale et patrimoine

### Lieux et monuments

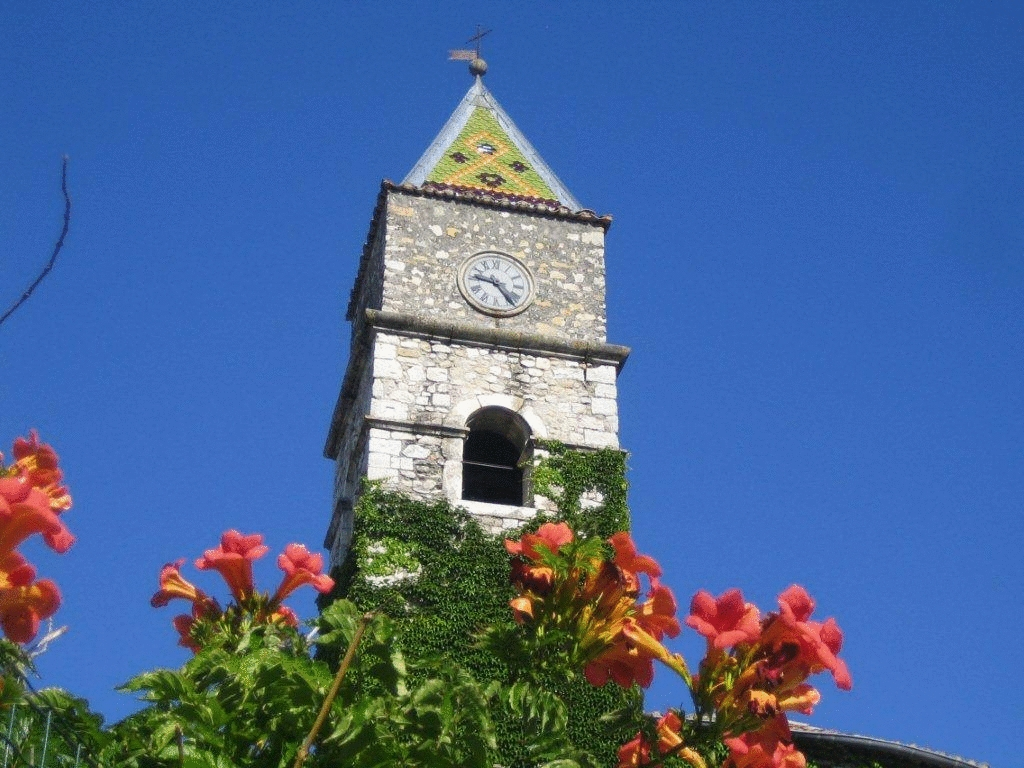
L'église romane.

- L'église Saint-Symphorien est le plus bel édifice du village avec son clocher coloré, typiquement roman. Elle date du XVIIe siècle[19] avec son retable en bois torsadé et une pierre sculptée dans le mur, au départ de l'escalier de la tribune.
- Église Saint-André-de-Mercoyras de Valvignères.
- En haut de la colline se trouve une table d’interprétation disposant d'une superbe vue sur la vallée de la vigne. S'appuyant sur les vestiges d’un riche passé et sur sa célèbre tradition viticole, Valvignères s’est donné pour objectif de préserver son patrimoine architectural et vinicole afin de le léguer aux générations futures tel qu’il lui a été transmis.
- Sur la place de la fontaine, on peut admirer plusieurs maisons typiques du quinzième et seizième siècles. Elles présentent un balcon couvert dont la toiture est supportée par des colonnes de pierre. Avec les caves au rez-de-chaussée, la maison est représentative de la maison vigneronne en bas-Vivarais. La maison de Bonas est la plus belle demeure du quinzième siècle, avec ses fenêtres à meneaux, sa magnifique entrée surmontée d'un blason, sa grande salle où trône une élégante cheminée. Cette demeure a eu le privilège d'accueillir l'illustre agronome Olivier de Serres, qui conduisait la délégation huguenote, lors du traité de paix de Valvignères, signé entre protestants et catholiques le 15 juin 1589.Vignes de Valvignères.

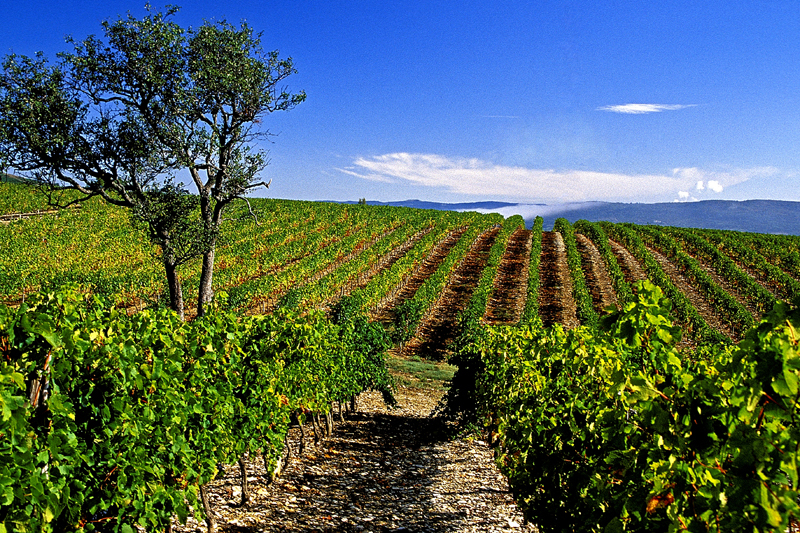
Vignes de Valvignères.

- Fondée en 1952, la cave coopérative réceptionne les raisins d'une centaine de coopérateurs. L'encépagement de base est identique à celui du fameux Côte du Rhône : Grenache, Syrah. Cependant, aujourd'hui, Cabernet-Sauvignon, Merlot, Chardonnay, Viognier complètent cet encépagement initial. La cave de Valvignères est l'une des 12 caves du Sud-Ardèche qui fait partie de l'union des Vignerons Ardéchois. Les Vignerons Ardèchois décident de créer un vignoble participatif baptisé '"Ardèche Vignoble" en 2018[20].

### Personnalités liées à la commune
- Blaise Charlet : sculpteur.
- Amandine Ferrato : championne du monde de trail en 2017.

### Héraldique
|  | Valvignères possède des armoiries dont l'origine et le blasonnement exact ne sont pas disponibles. |